# Stéphane Mallarmé
Stéphane Mallarmé (Pariz, 18. ožujka 1842. – Valvins, 9. rujna 1898.), francuski pjesnik i književni teoretičar.

## Život i djelo
Počeo se razvijati pod utjecajem Parnasa, Baudelairea i Poea, od kojih je prihvatio kult ljepote i težnju za idealom. Međutim, u toj težnji Mallarmé ide dalje i nastoji ostvariti čistu poeziju koja bi pod prividom vanjske stvarnosti i doprla do biti stvari i pojava, do čiste ideje. Iako često obeshrabren težinom tog zadatka, Mallarmé nastoji da riječima, simbolima i glazbenim efektima dočara neizrecivo  te razvija zamršeni spoj riječi, prema kojem one u poeziji gube svoju tradicionalnu vrijednost saopćavanja konkretne stvarnosti i služe jedino sugeriranju apsolutne ideje, pri čemu podjednaku važnost ima njihova sadržajna kao i zvukovna vrijednost. Svojim teoretskim pogledima izvršio je veliki utjecaj na generaciju mladih simbolista i na razvoj konkretne poezije u 20. stoljeću, ali kao pjesnik ostao je ograničen na vrlo uzak krug čitatelja. Najboljim ostvaranjem smatra se poema Faunovo poslijepodne (1876.), a najavangardnijim Bacanje kocki nikad neće ukinuti slučaj (1897.). Značajna je i njegova poema Azur.